# Bolesław II. (Masowien)

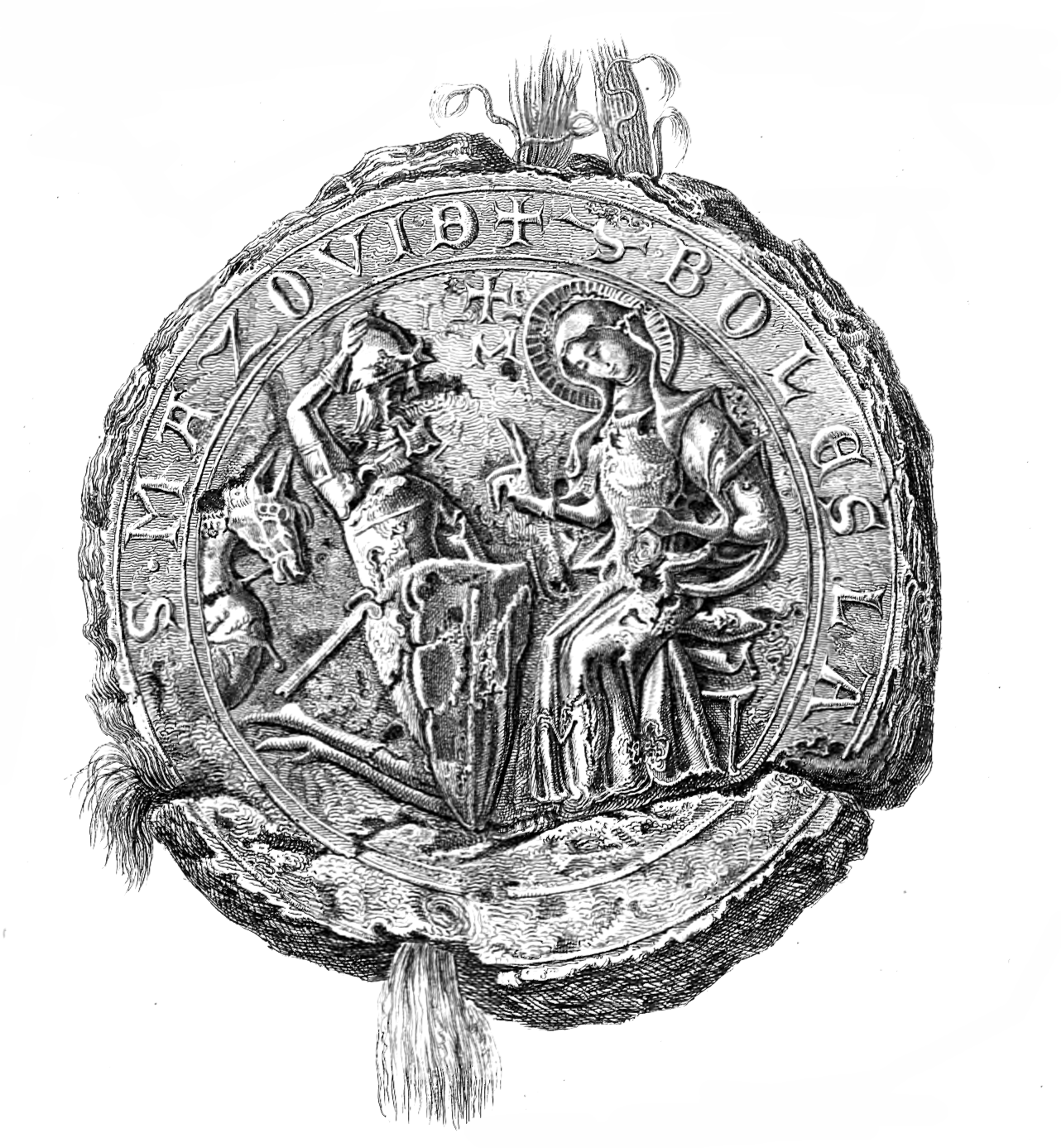
Siegel

Bolesław II. (poln. Bolesław II.; * 1251; † 20. April 1313) war ein Herzog in Masowien, ab 1262 zusammen mit seinem Bruder Konrad II., nach dem Ausgleich mit diesem ab 1275 Fürst von Płock und ab 1294 wieder von ganz Masowien, zwischenzeitlich 1288/1289 auch Fürst von Sandomierz und Krakau. Er entstammte dem Adelsgeschlecht der masowischen Piasten.

## Leben
Bolesław war der Sohn von Herzog Siemowit I. († 1262) und der ruthenischen Prinzessin Perejesława von Galizien. Während seiner Minderjährigkeit wurden die Regierungsgeschäfte von seiner Mutter und Bolesław VI. dem Frommen geführt. Der Ausgleich von 1275 mit seinem Bruder stellte Bolesław nicht zufrieden und er verbündete sich mit den Litauern gegen ihn. Im Zusammenhang damit heiratete er die litauische Adelige Gaudemunda Zofia. In seinem Kampf mit seinem Bruder wurde er auch von Władysław I. von Kujawien unterstützt. Nach dem Tod seines Bruders 1294 beerbte er ihn und übernahm damit die Herrschaft in ganz Masowien. Bereits nach dem Tod von Leszek II. im Jahr 1288 stellte er Ansprüche auf Sandomir und Krakau. Doch bereits im Folgejahr wurde er von Heinrich IV. von Schlesien von dort verdrängt. 1295 erkannte er die Krönung von Przemysł II. als polnischen König an. Die Krönung von Wenzel II. von Böhmen 1300 erkannte er jedoch nicht an und ließ sich sodann von dessen Schwester 1302 scheiden. Um 1300 gründete er Warschau. Um 1310 beteiligte er seine Söhne an den Regierungsgeschäften. Er starb 1313 in Wyszogród.

## Ehe und Familie
Herzog Bolesław war mit Gaudemunda Zofia und Kunigunde von Böhmen verheiratet. Mit der ersten hatte er die Kinder Siemowit II., Trojden I., eine Tochter, die Wladislaus von Liegnitz heiratete sowie mit der zweiten Wacław von Płock und Euphrosyna von Masowien, die Ehefrau von Wladislaus von Teschen-Auschwitz. Nach seinem Tod wurde er in der Kathedrale von Płock bestattet.  